# Scoppito
Scoppito är en ort och kommun i provinsen L'Aquila i regionen Abruzzo i Italien. Kommunen hade 3 827 invånare (2018).